# Biduni
Biduni  (arab. ‏بدون‎), właściwie bidun dżinsijja (arab. ‏بدون جنسية‎, pol. bez narodowości) – określenie stosowane na bezpaństwowców mieszkających w krajach Bliskiego Wschodu, ze szczególnym uwzględnieniem Kuwejtu, gdzie występuje ich wyjątkowo duża, pozbawiona dostępu do podstawowych państwowych praw populacja.

## Kuwejt
Kuwejt ma największą liczbę bezpaństwowców w całym regionie. Większość z nich należy do plemion północnych, zwłaszcza do konfederacji plemiennej Al-Muntafik, której członkowie mieszkają obecnie w większości na terenach dzisiejszego Iraku, przez co ich kuwejckich pobratymców uważa się za element społecznie niepewny.
Istnieje też mniejszość Bidunów należących do społeczności Ajamów o pochodzeniu irańskim.
Zgodnie z warunkami zawartymi w kuwejckiej ustawie o obywatelstwie nr 15/1959, wszyscy Biduni mogą otrzymać obywatelstwo kuwejckie w drodze naturalizacji. W praktyce, ze względu na brak sądowej kontroli nad procesem naturalizacji (będącym narzędziem inżynierii społecznej dla dynastii panującej), uzyskują je głównie Ci o pochodzeniu irańskim lub z terenów saudyjskich, podczas gdy Ci o pochodzeniu "irackim" są dyskryminowani.W rezultacie wielu Bidunów Al-Muntafik czuje się zmuszonych do ukrywania swojego pochodzenia.
Od 1965 do 1985 roku Biduni byli traktowani de facto na równi z obywatelami Kuwejtu i mieli zapewniony m.in. dostęp do edukacji, opieki zdrowotnej i wszystkich innych praw przysługujących obywatelom. Bezpaństwowcy stanowili 80–90% armii kuwejckiej w latach 70. i 80. XX wieku, aż do I wojny w Zatoce Perskiej.
W 1985 r., u szczytu wojny iracko-irańskiej, Biduni, ze względu na panujące antyirackie nastroje, zostali przeklasyfikowani na „nielegalnych mieszkańców” i odmówiono im praw przysługujących obywatelom.
W 1995 r. Human Rights Watch oceniła ich liczbę na 300 000.
Według informacji zgromadzonych przez OHCHR, Kuwejt dopuszcza się czystek etnicznych i ludobójstwa na Bidunach. W 1995 r., panująca dynastia Al Sabah deportowała 150 000 bezpaństwowców do obozów dla uchodźców położonych na pustyni w pobliżu granicy z Irakiem, gdzie zapewniono im tylko minimalną ilością wody, niewystarczającą ilością żywności oraz że grożono śmiercią gdyby próbowali wrócić do swoich domów poza obozem. W rezultacie wielu bezpaństwowców uciekło do Iraku. Istnieją doniesienia o wymuszonych zaginięciach i masowych grobach Bidunów.

## Irak
Ze względu na antyirackie nastroje, natychmiast po wojnie w Zatoce Perskiej w 1991 r. wielu kuwejckich Bidunów wyemigrowało do Iraku. Proces uzyskiwania obywatelstwa jest w Iraku znacznie prostszy niż w Kuwejcie ze względu na istnienie sądowych systemów kontroli tego procesu oraz wsparcie UNCHR.

## Zjednoczone Emiraty Arabskie
Zgodnie z ustawą o obywatelstwie i paszporcie Zjednoczonych Emiratów Arabskich z 1972 r. każdy Arab, który mieszkał w stanach powierniczych Omanu Traktatowego przed 1925 r., jest uprawniony do uzyskania obywatelstwa ZEA. Niespełniających tych wymagań Bidunów uważa się powszechnie za potomków imigrantów z Beludżystanu. Część z nich została deportowana po arabskiej wiośnie.

## Arabia Saudyjska
Biduni w Arabii Saudyjskiej nie są uważani za obywateli Arabii Saudyjskiej i dlatego nie przysługują im żadne świadczenia. Większość z nich to wysiedleńcy z Jemenu, Jordanii i Syrii.

## Katar
W Katarze żyje wielu bezpaństwowców, którzy często są ofiarami represyjnej polityki tego państwa.